# Jordi Solé i Ferrando
Jordi Solé i Ferrando (nascido em 26 de outubro de 1976) é um político catalão que, desde janeiro de 2017, é Membro do Parlamento Europeu pela Esquerda Republicana da Catalunha.